# جيريمي جاكسون (مؤلف)
جيريمي جاكسون (بالإنجليزية: Jeremy Jackson)‏ (1973، أوهايو في الولايات المتحدة)؛ روائي أمريكي. درس في كلية فاسار.